# Захаров Анатолій Анатолійович
Анатолій Анатолійович Захаров (15 червня 1912, місто Новочеркаськ, тепер Ростовської області Російської Федерації — ?) — український радянський діяч, секретар Ворошиловградського (Луганського) обласного комітету КПУ.

## Життєпис
Член ВКП(б).
З червня 1941 по квітень 1944 року — в Червоній армії. Під час німецько-радянської війни служив у 137-му гвардійському артилерійському полку 70-ї гвардійської стрілецької дивізії, був начальником оперативного відділення штабу 17-ї артилерійської дивізії 7-го артилерійського корпусу Резерву головного командування 1-го Українського фронту.
Після демобілізації перебував на відповідальній партійній роботі.
У серпні (затв.) 1954 — 15 січня 1963 року — секретар Ворошиловградського (Луганського) обласного комітету КПУ з питань промисловості.
15 січня 1963 — вересень 1964 року — секретар Луганського промислового обласного комітету КПУ — голова промислового обласного комітету партійно-державного контролю. Одночасно, 19 січня 1963 — вересень 1964 року — заступник голови виконавчого комітету Луганської промислової обласної ради депутатів трудящих.
З серпня 1964 до жовтня 1965 року — заступник голови Ради народного господарства Донецького економічного району.
У листопаді 1965 — після 1974 року — заступник міністра вугільної промисловості Української РСР з питань кадрової роботи.
Подальша доля невідома. На 1985 рік — персональний пенсіонер.

## Звання
- капітан
- майор

## Нагороди
- орден Вітчизняної війни І ст. (6.11.1985)
- орден Трудового Червоного Прапора (26.04.1957)
- два ордени Червоної Зірки (6.11.1943, 25.11.1943)
- ордени
- медаль «За перемогу над Німеччиною у Великій Вітчизняній війні 1941—1945 рр.» (1945)
- медалі